# Етностатистика
Етностатистика — це дослідження соціальної діяльності із виробництва та використання статистики. Передумовою цієї галузі дослідження є те, що статистичні дані самі по собі не є нейтральними фактами, а самі на них впливають соціальні упередження осіб, які беруть участь у їх створенні. Цю концепцію запропонували Джон Кітсуз і Аарон Сікурел у їхній статті 1962 року «Примітка про офіційну статистику», опублікованій у виданні Social Problems, де вони припустили, що «кримінальна статистика» вказує на соціальну організацію агенцій, відповідальних за її збирання. Концепція була розроблена соціологом Робертом Гепхартом у його книзі «Етностатистика» 1988 року. Область дослідження «використовує концепції з етнометодології для вивчення практик створення сенсу, які соціальні вчені використовують для виробництва, інтерпретації та відображення статистичних даних, створених у соціальних дослідженнях». Станом на початок 2000-х існувало три «рівні» етностатистики: перший досліджував суспільне виробництво статистики, другий використовував комп'ютерне моделювання для вивчення ступеня, до якого методи збору статистики можуть спотворювати дані, і третій досліджував переконливий ефект статистику щодо їх кінцевого споживача.